# Udaipur (Tripura)
Udaipur is een nagar panchayat (plaats) in het district Gomati van de Indiase staat Tripura. 

## Demografie
Volgens de Indiase volkstelling van 2001 wonen er 21.751 mensen in Udaipur, waarvan 52% mannelijk en 48% vrouwelijk is. De plaats heeft een alfabetiseringsgraad van 84%. 